# Fekete Könyv (film)
A Fekete Könyv (eredeti cím: Zwartboek) Paul Verhoeven 2006-os filmje. A második világháborúban játszódik, valódi események ihlették.

## Történet
|  | Alább a cselekmény részletei következnek! |

A fiatal zsidó államba látogató Ronnie találkozott a második világháborúban megismert Rachel Steinnel. Rachel, aki tanítónőként dolgozott egy kibucban, a találkozás hatására visszaemlékezett a nácik uralta Hollandiában történtekre. A Holt-tenger partján emlékeibe merülő zsidó származású Rachel korábban énekesnőként dolgozott, a megszállt Hollandiában egy keresztény család bujtatta. 1944 szeptemberében a rejtekhelyét azonban lebombázták, egy fiatal hajóssal menekült el a helyszínről. A leégett házban megtalálták az igazolványát, egy jó szándékú holland nyomozó figyelmeztette a veszélyre. Egy közjegyzőtől pénzt és ékszereket kapott, később a családjával és sorstársaikkal vízi úton menekültek tovább. Ám egy holland árulónak köszönhetően a németek az uszály utasait – Rachel kivételével – lemészárolták, a náluk lévő értékeket elrabolták. A nő ezután a partizánokhoz került, itt fekete haját kiszőkítette, és felvette az Ellis de Fries (holland hangzású) nevet.
A kezdeti kisebb feladatok után egyre veszélyesebb megbízatásokkal látták el a hősnőt. Egy vonatúton véletlenül találkozott egy SD századossal. Később kémként került Hága náci vezérkarának főhadiszállására, ahol a korábban megismert tiszt, Ludwig Müntze bizalmába férkőzött. Szerelmes lett a háborútól megtört, családját vesztett náci tisztbe. Titkárnőként a főparancsnokság épületében dolgozott, szabad bejárása volt a tisztek irodájába. Itt rejtett mikrofont helyezett el, ám a kémek és besúgók megnehezítették a munkáját. Egy balul sikerült fogolyszöktetés után lelepleződött, mindkét oldal kegyvesztettjévé vált. Müntze és Rachel együtt menekültek a németek, majd a felszabadító szövetségesek csapatai elől. 
A Fekete Könyv egy hágai ügyvéd naplója volt. A napló tartalmazta a németek és a holland partizánok között fegyverszüneti ajánlatokat közvetítő ügyvéd kapcsolatainak, adósainak, zsidókat bujtató és az azokat eláruló személyek neveit. A Hollandia felszabadítása után felfegyverkezett civil csoportok ennek a naplónak a  segítségével próbáltak leszámolni a német kollaboránsokkal. Rachel a Könyv segítségével fedte fel partizáncsoportja árulójának kilétét.
A zárójelenetben 1956-ban Izraelben Rachel találkozott a férjével és két gyermekével. A második világháborúban elpusztult zsidóktól ellopott – később visszaszerzett – pénzből létrehozott kibucba siettek, mert az utolsó jelenetben a távolban hallott robbanások; a sziréna hangja támadást hirdetett. Az izraeli katonák készülődése jelezte, 1956 októberében: a Szuezi válság elkezdődött.
|  | Itt a vége a cselekmény részletezésének! |

## Szereposztás
| Színész           | Szerep                        | Magyar hang        |
| ----------------- | ----------------------------- | ------------------ |
| Carice van Houten | Rachel Stein / Ellis de Vries | Kerekes Andrea     |
| Sebastian Koch    | Ludwig Müntze                 | Kőszegi Ákos       |
| Thom Hoffman      | Hans Akkermans                | Juhász György      |
| Halina Reijn      | Ronnie                        | Kisfalvi Krisztina |
| Waldemar Kobus    | Günther Franken               | ifj. Jászai László |
| Derek de Lint     | Gerben Kuipers                | Forgács Gábor      |
| Christian Berkel  | Käutner tábornok              | Végh Péter         |
| Dolf de Vries     | Wim Smaal jegyző              | Gruber Hugó        |
| Blok Peter        | Van Gein                      | Németh Gábor       |

## Filmzene
A film zenéjét Anne Dudley szerezte és 2006. október 2-án jelent meg a Milan Records gondozásában.
| 1.    | A Hundred Years from Today             | Ned Washington, Joe Young | Victor Young         | Carice van Houten | 2:15 |
| 2.    | Ich bin die fesche Lola                | Robert Liebmann           | Friedrich Hollaender | Carice van Houten | 0:56 |
| 3.    | Ja, das ist meine Melodie              | Bruno Balz                | Werner Bochmann      | Carice van Houten | 3:22 |
| 4.    | Ich tanze mit dir in den Himmel hinein | F. Schöder                | Hans Fritz Beckmann  | Carice van Houten | 3:30 |
| 5.    | Rachel's Theme                         |                           | Anne Dudley          |                   | 1:28 |
| 6.    | The Black Book                         |                           | Anne Dudley          |                   | 2:18 |
| 7.    | Escape Through The Marshes             |                           | Anne Dudley          |                   | 2:42 |
| 8.    | In Pursuit                             |                           | Anne Dudley          |                   | 3:03 |
| 9.    | Rachel's Plan                          |                           | Anne Dudley          |                   | 1:38 |
| 10.   | In Too Deep                            |                           | Anne Dudley          |                   | 1:56 |
| 11.   | Shot At Dawn                           |                           | Anne Dudley          |                   | 2:00 |
| 12.   | Sleeping With The Enemy                |                           | Anne Dudley          |                   | 3:01 |
| 13.   | Escape Plans                           |                           | Anne Dudley          |                   | 3:01 |
| 14.   | The Insider                            |                           | Anne Dudley          |                   | 1:57 |
| 15.   | Falling Into The Trap                  |                           | Anne Dudley          |                   | 1:45 |
| 16.   | Confessions Of The Night               |                           | Anne Dudley          |                   | 3:13 |
| 17.   | Escape By Sea                          |                           | Anne Dudley          |                   | 1:33 |
| 18.   | A Hero Of The Resistance               |                           | Anne Dudley          |                   | 3:19 |
| 19.   | Intelligence Gathering                 |                           | Anne Dudley          |                   | 2:05 |
| 20.   | Rumours Of Liberation                  |                           | Anne Dudley          |                   | 2:16 |
| 21.   | Victims Of The Occupation              |                           | Anne Dudley          |                   | 1:34 |
| 22.   | Rachel's Retribution                   |                           | Anne Dudley          |                   | 4:40 |
| 23.   | The Endless River                      |                           | Anne Dudley          |                   | 2:04 |
| 55:36 |                                        |                           |                      |                   |      |

## Fordítás
- Ez a szócikk részben vagy egészben  a   Black Book (film) című angol Wikipédia-szócikk fordításán alapul.  Az eredeti cikk szerkesztőit annak laptörténete sorolja fel. Ez a jelzés csupán a megfogalmazás eredetét és a szerzői jogokat jelzi, nem szolgál a cikkben szereplő információk forrásmegjelöléseként.